# Рамеєв Башир Іскандерович
Башир Іскандаровіч Рамеєв (тат. Bəşir Iskəndər uğlı Rəmiev, Бәшір Іскәндәр Ули Рәміев; (1 травня 1918, м. Баймак — 16 травня 1994, Москва) — радянський кібернетик, розробник перших радянських ЕОМ (Стріла, Урал), доктор технічних наук (1962), лауреат Сталінської премії (1954).

## Біографія
Народився в сім'ї золотопромисловців. Дід був членом Державної Думи, поетом — класиком татарської літератури. Батько Іскандар Закірович Рамеєв навчався до початку Першої світової війни в Гірничій академії у місті Фрайберг (Саксонія), працював на дідових копальнях, з 1926 року — у тресті «Башкірзолото». У квітні 1938 р. був заарештований, засуджений на п'ять років і помер у 1943 р.
В 1935 році став членом Всесоюзного товариства винахідників, в 1937 вступив до Московського енергетичного інституту. В 1938 році, після арешту батька був відрахований з інституту, довго не міг знайти роботу. В 1940 році влаштувався техніком в Центральний науково-дослідний інститут зв'язку.
З початком Радянсько-німецької війни пішов добровольцем в батальйон зв'язку. В 1943 році у складі спеціальної групи забезпечення військ 1-го Українського фронту брав участь у форсуванні Дніпра і звільненні Києва. В 1944 році він був звільнений від служби в армії відповідно до наказу про фахівців, які направлялися для відбудови народного господарства. Поступив на роботу в ЦНДІ № 108 (директор — академік А. І. Берг).
На початку 1947 року, слухаючи передачі «Бі-Бі-Сі», дізнався про те, що в США створений комп'ютер «ENIAC», і вирішив зайнятися цією новою справою. За рекомендацією А. І. Берга звернувся до члену-кореспондента АН СРСР І. С. Брука і в травні 1948 був прийнятий інженером-конструктором в Лабораторію електросистем Енергетичного інституту АН СРСР.

## Наукова робота
В серпні 1948 року разом Ісааком Бруком представив перший в СРСР проект «Автоматична цифрова електронна машина».
Серед розробок Рамеева комп'ютери «Стріла» та серія комп'ютерів «Урал».
Відсутність диплома про вищу освіту не завадила стати головним інженером і заступником директора з наукової роботи Пензенського НДІ математичних машин (нині — ВАТ Науково-виробниче підприємство «Рубін», м. Пенза) (з 1955 по 1968 р.) і отримати ступінь доктора технічних наук без захисту дисертації.
В 1969 році, при виборі напрямків співробітництва з західними компаніями в рамках проекту «Ряд» (надалі ЄС ЕОМ) виступав прибічником співробітництва з британською компанією ICL на противагу IBM.
Похований в Москві на Кунцевському кладовищі.

## Нагороди
- Орден Трудового Червоного Прапора;
- Сталінська премія (1954);
- Золота медаль ВДНГ СРСР.